# Murmann Verlag
Der Murmann Verlag ist ein deutscher Sachbuchverlag mit Sitz in Hamburg.

## Geschichte des Verlags
2004 erwarb Sven Murmann den Münchner Gerling Akademie Verlag, verlegte den Sitz nach Hamburg und änderte die Firma in Murmann Verlag GmbH. Seit 2014 firmiert der Verlag unter dem Namen Murmann Publishers in der Rechtsform einer GmbH. Geschäftsführender Gesellschafter ist der Verleger Sven Murmann.
Im Januar 2012 wurde der Wachholtz Verlag in Neumünster übernommen, im August 2012 der Berliner Osburg Verlag. Im April 2015 verließ der Osburg Verlag dann wieder die Verlagsgruppe.
Ab Februar 2012 erschien die Zeitschrift Kursbuch im Murmann Verlag, nachdem die Rechte hierzu vom Zeitverlag Gerd Bucerius erworben wurden. Seit 2017 erscheinen das Kursbuch und die kursbuch.edition in der Kursbuch Kulturstiftung.
Im Oktober 2017 startete online das Murmann Magazin, das Inhalte zu den programmatischen Schwerpunkten Wirtschaft, Gesellschaft, Karriere und Innovation abdeckt.

## Autoren des Verlags
Der Murmann Verlag verlegt jährlich bis zu 40 Titel. Zu den Autoren zählen Thomas Sattelberger, Frank Thelen, Günter Faltin, Armin Nassehi, Michael Hüther, Franz Josef Radermacher, Horst W. Opaschowski, Wolfgang Schmidbauer, Wolf Lotter, Claudia Kemfert, Hans Christoph Binswanger, Miriam Meckel, Gerd Müller und Verena Pausder.
Die Autobiografie von Investor Frank Thelen, die im Murmann Verlag erschienen ist, stand mehrere Wochen auf der Sachbuch-Bestseller-Liste für Hardcover-Bücher.

## Einzelbelege
1. ↑  Über den Verlag, Website des Wachholtz Verlags, abgerufen am 21. April 2015
2. ↑  Murmann übernimmt Osburg, BuchMarkt, 18. Juni 2012
3. ↑  Osburg Verlag verlässt Murmann Publishers, boersenblatt.net, 9. April 2015
4. ↑  Das Kursbuch ist wieder da! BuchMarkt, 6. Oktober 2011
5. ↑  Jedes Buch kann auch ein Kursschiff sein, Porträt in "Cicero", Oktober 2018, S. 98–99.
6. ↑  Murmann startet redaktionelles Online-Angebot / Murmann Magazin spinnt Themen fort. Abgerufen am 30. Oktober 2017.
7. ↑  buchreport. Abgerufen am 14. Oktober 2018 (deutsch).